# Fabian Hertner
Fabian Hertner (ur. 24 lutego 1985) – szwajcarski zawodnik biegający na orientację.
Sportową karierę zaczął od lekkoatletycznych biegów przełajowych, zajął 113. miejsce w biegu juniorów podczas mistrzostw świata w tej konkurencji (Lozanna 2003).
Pierwszy sukces na arenie międzynarodowej Fabian Hertner odniósł w 2004 podczas Mistrzostw Świata Juniorów w Biegu na Orientację w Gdańsku, gdzie zdobył brązowy medal w sztafecie. W następnym roku, podczas Mistrzostw Świata Juniorów w Tenero, Hertner zdobył złoty medal, który wywalczył na dystansie średnim.
W 2009 roku po raz pierwszy sięgnął po medal rangi Mistrzostw Świat, które odbyły się w Miszkolcu, zajął wtedy drugie miejsce w biegu sprinterskim. Rok 2010 Fabian Hertner rozpoczął od zdobycia 3 medali na Mistrzostwach Europy w Biegu na Orientację w Primorsku, gdzie zajął pierwsze miejsce w sprincie, trzecie na dystansie długim oraz pierwsze w sztafecie. Z kolei na Mistrzostwach Świata w Biegu na Orientację 2010, które odbyły się w Trondheim, powtórzył wynik sprzed roku, zajmując drugie miejsce w sprincie.
Fabian Hertner mieszka w Pratteln, trenuje w fińskim klubie Kalevan Rasti oraz szwajcarskim klubie OLV Baselland.